# 아라곤 요리

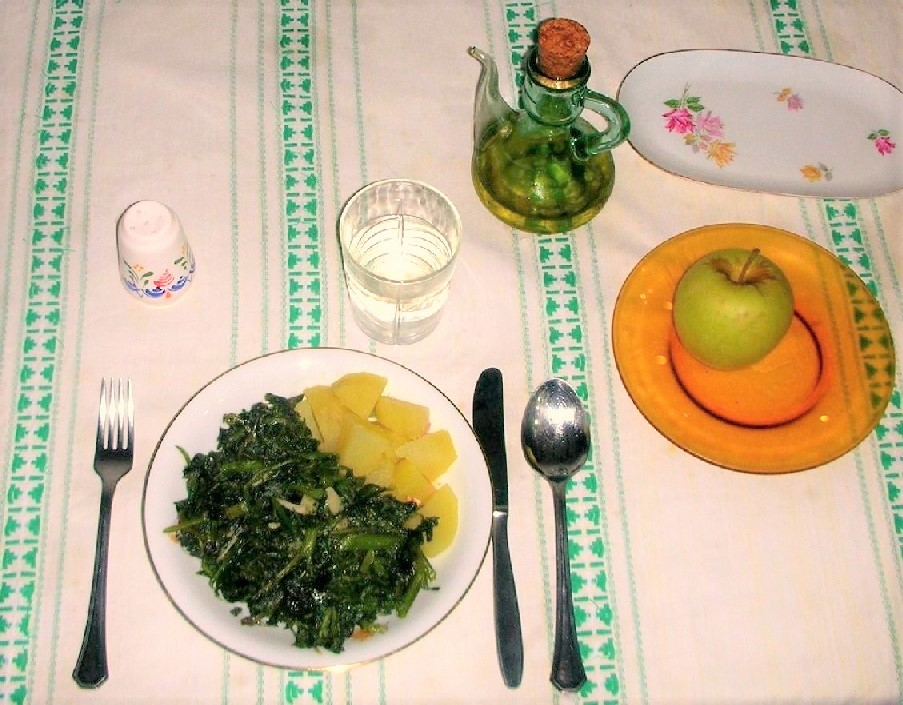
데친 보리지잎과 마늘, 감자, 우에스카 주의 차림상이다.

아라곤 요리(Aragón料理, 아라곤어·스페인어: cocina aragonesa 코시나 아라고네사)는 스페인 아라곤 지방에서 찾아볼 수 있는 요리와 식재료를 가리키는 말이다.

## 요리와 식재료
아라곤 지방의 전통 미식을 상징하는 요리로는 '테르나스코' (Ternasco)가 있다. 테르나스코란 양고기구이를 말하며, 암컷 양을 주로 사용한다. 스페인 전역에서 많이 쓰이는 대구도 아라곤 지방에서는 여러 요리에 쓰이는데 예를 들어 대구 미트볼 토마토소스 조림인 '알본디가스 데 바칼라오' (Albóndigas de bacalao)가 있다.
아라곤에서 이름난 주식재료로는 테루엘의 하몬, 엠펠트레와 아르베기나 올리브로 짠 올리브 기름, 달달한 양파, 그리고 보라지나 카르둔 같은 흔치않은 야채들도 있다.
아라곤 지방의 후식으로는 '트렌사 데 알무데바르' (trenza de Almudevar), 토르타 데 알마 (tortas de alma) '기를라체' (guirlache, 누가의 일종), '아도긴' (adoquines), '프루타 데 아라곤' (frutas de Aragón, 과일에 초콜렛을 덮은 콩피의 일종), '에스파뇰레타스' (과자의 일종)이 있다.

## 와인
아라곤 지방은 와인으로보 유명한데 카리녜라 (DO), 카리녜라, 소몬타노 (우에스카), 칼라타유드, 캄포데보르하 등이 있다.